# Kevin Eubanks
Kevin Eubanks, född 15 november 1957 i Philadelphia, är en amerikansk jazzgitarrist.

## Utbildning
I grundskolan, Settlement Music School i Philadelphia, spelade Eubanks violin, trumpet och piano. Han utbildade sig sedan vid Berklee College of Music i Boston och flyttade efter examen till New York. 

## The Tonight Show
Eubanks var kapellmästare i talkshowen The Tonight Show With Jay Leno 1995-2009, i The Jay Leno Show 2009-2010 och i den andra omgången av The Tonight Show with Jay Leno mellan 1 mars och 28 maj 2010. Han har även skrivit avslutningsmusiken till The Tonight Show, kallad "Kevin's Country".